# Waterkering van de calamiteuze Anna Frisopolder
De Waterkering van de calamiteuze Anna Frisopolder was een waterschap in de gemeente Wissenkerke op Noord-Beveland, in de Nederlandse provincie Zeeland.
Het waterschap had tot taak het beheer van de zeedijken van de Anna-Frisopolder, de Jacobapolder, de Rippolder, de Mariapolder en de Sophiapolder. Het was in 1878 opgericht na het calamiteus verklaren van de Jonkvrouw Annapolder.
In 1894 verdronk de Sophiapolder en na het calamiteus verklaren van de Jacobapolder en de Onrustpolder ging het waterschap over in een nieuw groter waterschap.